# Ацетат самария(III)
Ацетат самария(III) — неорганическое соединение,
соль самария и уксусной кислоты
с формулой Sm(CH3COO)3,
жёлтые кристаллы,
растворяется в воде,
образует кристаллогидраты.

## Физические свойства
Ацетат самария(III) образует жёлтые кристаллы.
Растворяется в воде.
Образует кристаллогидраты состава Sm(CH3COO)3•n H2O, где n = 3 и 4.
Образует «кислую» соль состава Sm(CH3COO)3•2H2O•CH3COOH .